# Fensfjord
Der Fensfjord ist ein Fjord im zentralen Bereich der norwegischen Provinz Vestland. 

## Geografie
Der Fjord ist etwa 30 Kilometer lang und beginnt in der Nordsee am Leuchtturm von Holmengrå. Er verläuft von dort in südöstlicher Richtung, vorbei an den Gemeinden Austrheim, Gulen, Alver und Masfjorden und endet an der Grenze zwischen Alver und Masfjorden. Dort teilt er sich in zwei Ausläufer: Der Masfjord zweigt ab in nordöstliche Richtung, während der Austfjord die Verlängerung des Fensfjords durch das Gemeindegebiet von Alver in südöstlicher Richtung darstellt. Hier ist der Fjord mit rund 688 Metern Tiefe auch am Tiefsten.
Der Fjord hat eine Breite von 3 bis 5 Kilometern. Im nördlichen Teil des Fjordes liegen die Inseln Byrknesøyna, Mjømna und Sandøyna. Die Insel Fosnøyna liegt im Süden, so auch die Halbinsel Lindås.

## Verkehr

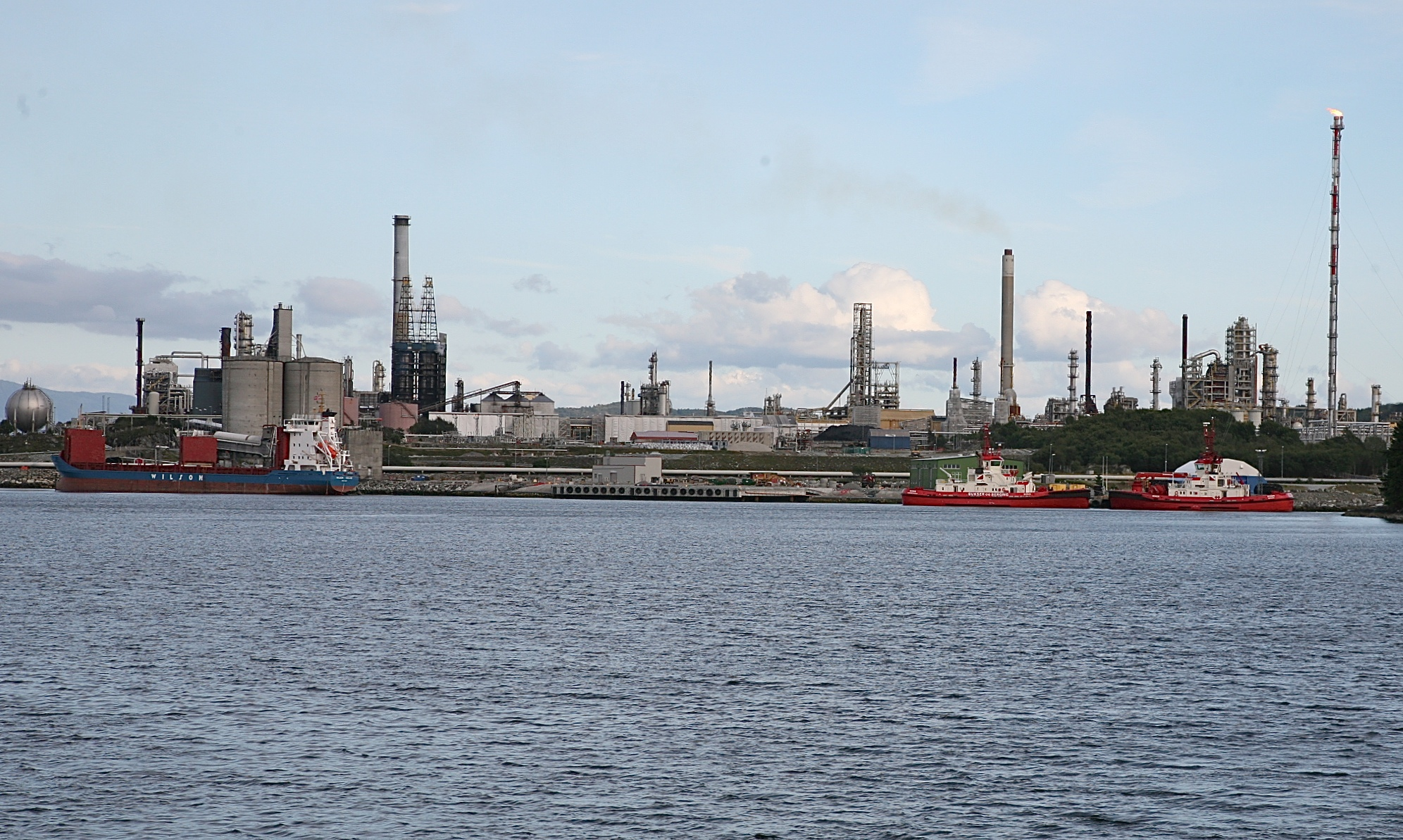
Die Raffinerie in Mongstad (2007)

Eine Autofähre fährt von Sløvåg in Gulen nach Mongstad in Alver; dabei verbindet sie zwei Abschnitte der Straße Fv57.
Auf dem mündungsnahen Abschnitt des Fensfjords herrscht viel Schiffsverkehr. Das liegt an der Ölraffinerie in Mongstad, an deren Hafen pro Jahr bis zu etwa 2000 Schiffe anlegten. Hier wird Öl, das im Offshore-Ölfeld Gullfaks (Förderbeginn 1986, Fördermaximum 1995) gefördert wird, gelöscht, bearbeitet und verladen.

## Tourismus
Der Fjord ist bei Angeltouristen beliebt. In seiner Umgebung finden sich deshalb viele Ferienunterkünfte.